# Felsőrajk vasútállomás
Felsőrajk vasútállomás egy Zala vármegyei vasútállomás, Felsőrajk településen, a MÁV üzemeltetésében. A lakott terület délnyugati peremén helyezkedik el, közúti elérését a 7527-es útból kiágazó 75 323-as út biztosítja.

## Vasútvonalak
Az állomást az alábbi vasútvonalak érintik:
- Szombathely–Nagykanizsa-vasútvonal

## Kapcsolódó állomások
A vasútállomáshoz az alábbi állomások vannak a legközelebb:
- Pötréte megállóhely (Szombathely–Nagykanizsa-vasútvonal)
- Gelse vasútállomás (Szombathely–Nagykanizsa-vasútvonal)

## Forgalom
| Járat        | Útvonal | Gyakoriság |
| ------------ | --- | ---------- |
| személyvonat | Zalaegerszeg – Zalaszentiván – Alsónemesapáti – Nagykapornak – Búcsúszentlászló – Zalaszentmihály-Pacsa – Pötréte – Felsőrajk – Gelse – Újudvar – Nagykanizsa | Napi 1 pár |